# Indy Racing League 2001
De Indy Racing League 2001 was het zesde seizoen van het kampioenschap dat tot 2002 officieel de Indy Racing League werd genoemd. Het werd gewonnen door Sam Hornish Jr. Tijdens het seizoen werd de 85e Indianapolis 500 gehouden die gewonnen werd door Hélio Castroneves. 

## Races
|    | Datum       | Circuit                          | Winnaar           | Tweede          | Derde            | Pole position   |
| 1  | 18 maart    | Phoenix International Raceway    | Sam Hornish Jr.   | Eliseo Salazar  | Buddy Lazier     | Greg Ray        |
| 2  | 8 april     | Homestead-Miami Speedway         | Sam Hornish Jr.   | Sarah Fisher    | Eliseo Salazar   | Jeff Ward       |
| 3  | 28 april    | Atlanta Motor Speedway           | Greg Ray          | Scott Sharp     | Buzz Calkins     | Greg Ray        |
| 4  | 27 mei      | Indianapolis Motor Speedway      | Hélio Castroneves | Gil de Ferran   | Michael Andretti | Scott Sharp     |
| 5  | 9 juni      | Texas Motor Speedway             | Scott Sharp       | Felipe Giaffone | Sam Hornish Jr.  | Mark Dismore    |
| 6  | 17 juni     | Pikes Peak International Raceway | Buddy Lazier      | Sam Hornish Jr. | Robbie Buhl      | Greg Ray        |
| 7  | 30 juni     | Richmond International Raceway   | Buddy Lazier      | Sam Hornish Jr. | Al Unser Jr.     | Jaques Lazier   |
| 8  | 8 juli      | Kansas Speedway                  | Eddie Cheever     | Sam Hornish Jr. | Donnie Beechler  | Scott Sharp     |
| 9  | 21 juli     | Nashville Superspeedway          | Buddy Lazier      | Billy Boat      | Jaques Lazier    | Greg Ray        |
| 10 | 12 augustus | Kentucky Speedway                | Buddy Lazier      | Scott Sharp     | Sam Hornish Jr.  | Scott Sharp     |
| 11 | 26 augustus | Gateway International Raceway    | Al Unser Jr.      | Mark Dismore    | Sam Hornish Jr.  | Sam Hornish Jr. |
| 12 | 2 september | Chicagoland Speedway             | Jaques Lazier     | Sam Hornish Jr. | Eddie Cheever    | Jaques Lazier   |
| 13 | 6 oktober   | Texas Motor Speedway             | Sam Hornish Jr.   | Scott Sharp     | Robbie Buhl      | Sam Hornish Jr. |

## Eindklassement
| Rank | Rijder           | Ptn |
| ---- | ---------------- | --- |
| 1.   | Sam Hornish Jr.  | 503 |
| 2.   | Buddy Lazier     | 398 |
| 3.   | Scott Sharp      | 355 |
| 4.   | Billy Boat       | 313 |
| 5.   | Eliseo Salazar   | 308 |
| 6.   | Felipe Giaffone  | 304 |
| 7.   | Al Unser Jr.     | 287 |
| 8.   | Eddie Cheever    | 261 |
| 9.   | Buzz Calkins     | 242 |
| 10.  | Airton Daré      | 239 |
| 11.  | Jeff Ward        | 238 |
| 12.  | Robbie Buhl      | 237 |
| 13.  | Shigeaki Hattori | 215 |
| 14.  | Mark Dismore     | 205 |
| 15.  | Donnie Beechler  | 204 |
| 16.  | Robby McGehee    | 196 |

| Rank | Rijder            | Ptn |
| ---- | ----------------- | --- |
| 17.  | Jaques Lazier     | 195 |
| 18.  | Greg Ray          | 193 |
| 19.  | Sarah Fisher      | 188 |
| =    | Didier André      | 188 |
| 21.  | Billy Roe         | 101 |
| 22.  | Jeret Schroeder   | 77  |
| 23.  | Jon Herb          | 70  |
| 24.  | Hélio Castroneves | 64  |
| 25.  | Rick Treadway     | 59  |
| 26.  | Davey Hamilton    | 54  |
| 27.  | Richie Hearn      | 50  |
| 28.  | Gil de Ferran     | 33  |
| 29.  | Laurent Rédon     | 45  |
| 30.  | Brandon Erwin     | 40  |
| 31.  | Casey Mears       | 36  |
| =    | Stan Wattles      | 36  |

| Rank | Rijder                | Ptn |
| ---- | --------------------- | --- |
| =    | Chris Menninga        | 36  |
| 34.  | Michael Andretti      | 35  |
| 35.  | Stéphan Grégoire      | 34  |
| 36.  | Jimmy Vasser          | 32  |
| 37.  | Bruno Junqueira       | 30  |
| 38.  | Anthony Lazzaro       | 29  |
| 39.  | Tony Stewart          | 28  |
| 40.  | Cory Witherill        | 19  |
| 41.  | Arie Luyendyk         | 17  |
| 42.  | Tyce Carlson          | 15  |
| 43.  | John Hollansworth Jr. | 12  |
| 44.  | Robby Gordon          | 9   |
| =    | Alex Barron           | 9   |
| 46.  | Jack Miller           | 5   |
| 47.  | Scott Goodyear        | 1   |
| =    | Nicolas Minassian     | 1   |